# Dzień Podchorążego

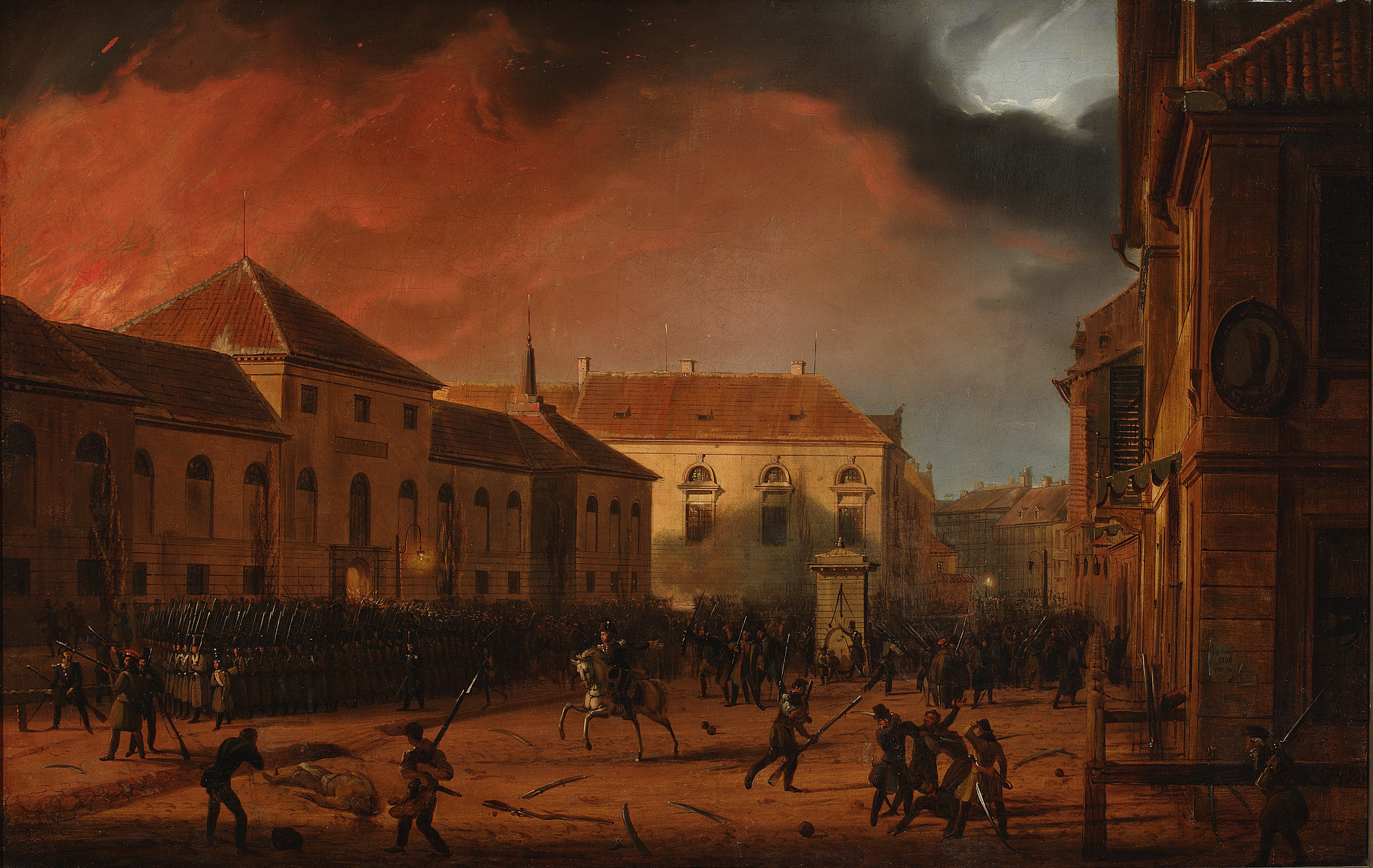
Marcin Zaleski, Wzięcie Arsenału, 1831

Dzień Podchorążego – święto obchodzone w Wojsku Polskim 29 listopada. 

## Opis
Dzień Podchorążego ustanowiony został na pamiątkę wydarzeń 29 listopada 1830, kiedy podchorążowie Szkoły Podchorążych Piechoty w Warszawie rozpoczęli akcję powstańczą atakiem na Belweder, siedzibę wielkiego księcia Konstantego Romanowa, rosyjskiego dowódcy Wojska Polskiego, rozpoczynając tym samym powstanie listopadowe. Inicjatorem nocy listopadowej był ppor. Piotr Wysocki.
Dzień Podchorążego obchodzony jest szczególnie uroczyście w uczelniach wojskowych, takich jak: Wojskowa Akademia Techniczna w Warszawie, Akademia Marynarki Wojennej w Gdyni, Akademia Wojsk Lądowych we Wrocławiu, Lotnicza Akademia Wojskowa w Dęblinie, a także w Akademii Pożarniczej w Warszawie.
Z tej okazji organizowane są m.in. bale podchorążych, inscenizacje nocy listopadowej oraz pełnienie honorowej służby wewnętrznej i wartowniczej, które współcześni podchorążowie pełnią w historycznych mundurach wojskowych z 1830.